# Life of Ryan
Life Of Ryan fue un programa de telerrealidad de MTV que mostró durante un periodo, la vida de un patinador llamado Ryan Sheckler. 
Cada episodio era de 22 minutos. El tema era Ryan, su familia y amigos a través de los diversos giros y vueltas de su vida como un patinador. La mayoría de los episodios se filmaron en los alrededores de la Residencia Shecklerde, su hogar en San Clemente, California. 

## Temporadas

### Temporada 1
EE. UU., Fecha de estreno: lunes, 27 de agosto del 2007 
Número de episodios: 8 
La primera temporada trata principalmente con el divorcio de los padres de Ryan, Ryan sus intentos de encontrar una novia, las relaciones con sus hermanos, y Ryan, en su intento de ganar cada parada en el rocío Action Sports Tour.

### Temporada 2
EE. UU., Fecha de estreno: viernes, 8 de enero de 2009
Número de episodios: 15 
La segunda temporada se centra en Ryan tratando de comprar una casa, en la relación con su novia, su medio hermano Richard Payne, y la disolución de Casey y Taylor. La continuación de divorcio de los padres de Ryan es también tratado en la primera mitad de la temporada.

### Temporada 3
EE. UU. fecha de estreno: viernes, 18 de abril de 2009
Número de episodios: 6
La tercera temporada se estrenará en febrero por MTV Latinoamérica, el primer capítulo verá la luz el 4 de febrero a las 22 horas.
En EE. UU. pasaron en maratón la tercera temporada completa en Mtv el 18 de abril de 2009
La tercera temporada se enfoca en Ryan y cuenta como su mejor amigo Casey y él intentan adaptarse al nuevo estilo de vida de estrella de rock en la nueva casa de Ryan, en donde no vive ningún padre. La temporada 3 es también la última temporada de Life of Ryan.

## La producción y emisión
El programa es producido por Carbone Entretenimiento de MTV y que puede ser visto en MTV, MTV 2, MTV Australia, MTV Europa. MTV Polonia, MTV Adria, Hungría MTV, MTV Rumanía, MTV Portugal, MTV Central, MTV Canadá, MTV Italia, MTV Nueva Zelandia, Reino Unido, MTV Latinoamérica y MTV Sur.

## Elenco y la tripulación
Reparto de los miembros 
Ryan Sheckler (Patinador Profesional)
Gretchen Sheckler(la madre de Ryan y gerente) 
Shane Sheckler(de 16 años de edad, hermano de Ryan)
Kane Sheckler, (de 9 años, hermano de Ryan) 
Randy Sheckler, (el padre de Ryan)
Jereme Rogers, (Patinador Profesional)
Paul Rodríguez, (Patinador Profesional)
Greg Lutzka, (Patinador Profesional)
Tony Hawk, (Patinador Profesional)
Bam Margera, (Patinador Profesional)
Casey, (Amigo de Ryan)
Taylor, (Amiga de Ryan)
Tony, (Amigo de Ryan)
Mitch (Amigo de Ryan)
Lexie Longo (Amiga de Ryan)
Callan Newton (Amiga de Ryan)
Maggie Zaharson (Amiga de Ryan)
William Carrillo. (Amigo de Ryan)